# Shahabuddin Ahmed
Shahabuddin Ahmed (bn. শাহাবুদ্দিন আহমেদ) (ur. 1 lutego 1930, zm. 19 marca 2022) – banglijski polityk, dwukrotny prezydent Bangladeszu, były sędzia banglijskiego sądu najwyższego.
Ahmed studiował na uniwersytecie w Dakce. Po zakończeniu studiów wstąpił do partii Liga Awami. W latach 1990–1991 przejął urząd prezydenta po obaleniu Hussaina Muhammada Ershada. Po nastaniu ustroju demokratycznego w kraju wrócił do obowiązków sędziego banglijskiego sądu najwyższego. W 1996 wybrany na prezydenta kraju – piastował tę funkcję do 2001 roku. Po zakończeniu kadencji prezydenckiej całkowicie wycofał się z życia politycznego.
Shahabuddin Ahmed był żonaty z Anowarą Begum, z którą miał dwóch synów oraz trzy córki.